# Medalha Otto Roelen
A Medalha Otto Roelen (em alemão:  Otto-Roelen-Medaille) é patrocinada pela indústria química Oxea (atual OQ Chemicals) e concedida por um grupo de especialistas da DECHEMA. Reconhece realizações notáveis no campo de pesquisa da catálise. O prêmio é dotado com € 5 000. Homenageia Otto Roelen, o descobridor da hidroformilação.

## Recipientes
- 1997 Matthias Beller
- 1999 Richard W. Fischer e Fritz Kühn
- 2001 Walter Leitner
- 2003 Stefan Mecking
- 2005 Kay Severin
- 2010 Michael Buchmeiser
- 2012 Javier Pérez-Ramírez
- 2013 Boy Cornils
- 2014 Harald Gröger
- 2016 Peter Strasser
- 2018 Charlotte K. Williams
- 2020 Frank Glorius[1]